# Le Jaloux d'Estrémadure
Le Jaloux d'Estrémadure (El Celoso extremeño) est une des 12 nouvelles de Miguel de Cervantes publiées en 1613 dans le recueil des Nouvelles exemplaires (Novelas Ejemplares).

## Résumé
Après avoir fait fortune à l'étranger dans « las Indias » (terme par lequel l'auteur désigne l'Amérique et particulièrement le Pérou) Filipo de Carrizales, un ancien soldat, succombant au désir naturel qu'a tout homme de retourner dans sa patrie, s'installe à Séville.
Il y tombe amoureux d'une jeune et belle fille appelée Léonore. Bien que sa famille soit pauvre elle n'en est pas moins noble et il décide de l'aimer et de la protéger, percevant sa valeur au-delà de sa pauvreté. Il prend toutes les précautions pour la protéger du monde extérieur et des autres hommes, ne permettant à personne de passer la deuxième porte intérieure, mis à part les fonctionnaires de sexe féminin ou l'eunuque noir, seul mâle autorisé en sa présence. Ce faisant et en apportant ses cadeaux, il la protège des manèges de l'humanité maudite qui pourraient perturber sa sérénité.
Ce plan est déjoué par un homme plus jeune, Loaysa, qui parvient à entrer et séduire Leonora au moyen d'un plan très complexe. Dans les derniers instants Carrizales trouve sa femme endormie avec Loaysa et se blâme au lieu de les blâmer. Honteux de la façon dont il traitait Leonora, il se retire doucement et meurt. Léonore décide de ne pas épouser Loaysa et entre au couvent. Loaysa à son tour part vers « Las Indias » (le nouveau monde).
Considéré par de nombreux cervantistes comme l'une des nouvelles exemplaires les plus réussies l'histoire est clairement d'inspiration italienne (principalement Boccace, Bandello et Straparola), à la fois du point de vue stylistique et thématique.
Fait intéressant, il existe deux versions assez différentes du roman. La version du Manuscrito de Porras de la Cámar est plus directe et moins ambiguë quand la version de Miguel de Cervantes est plus retenue et laisse place à l'interprétation.